# Гарнетс Мил (Мериленд)
Гарнетс Мил (енгл. Garretts Mill) насељено је место без административног статуса у америчкој савезној држави Мериленд.

## Демографија
По попису из 2010. године број становника је 234.
| Група             | 2000.    | 2010.       |
| Белци             | 0 (0,0%) | 217 (92,7%) |
| Афроамериканци    | 0 (0,0%) | 13 (5,6%)   |
| Азијати           | 0 (0,0%) | 0 (0,0%)    |
| Хиспаноамериканци | 0 (0,0%) | 0 (0,0%)    |
| Укупно            | 0        | 234         |